# Wild WT-1
Le Wild WT-1 est un avion biplan conçu par le constructeur suisse Wild.

## Histoire
Après l'avion de formation initiale Wild WTS, l'ingénieur suisse Wild est chargé de construire un avion d'entrainement et d'observation. La commande initiale est de six avions livrés en janvier 1916. Ces avions seront utilisés jusqu'en 1922 et retirés du service car arrivés à bout de potentiel.
En 1917 la construction de quatre exemplaires supplémentaires de Wild WT et de quatre WTS est confiée aux ateliers fédéraux de construction sous licence. En 1923 quatre avions sont remis à des écoles civiles de pilotage, deux avions servent pour les vol de tests des pilotes militaires et deux sont réformés.

## Description
La cellule est quasiment identique à celle du WTS, seul le moteur Argus AS-II plus puissant de 20 cv et plus lourd de 10 kg que le Mercedes D-1 diffère. Les qualités de vol varient légèrement avec 6 km/h de plus, 0.1 m/s de mieux en vitesse ascensionnelle et un plafond pratique relevé de 500m.